# Суттар, Джон
Джон Суттар (англ. John Souttar; род. 25 сентября 1996, Абердин) — шотландский футболист, защитник клуба «Рейнджерс» и сборной Шотландии.

## Клубная карьера
Суттар — воспитанник клуба «Данди Юнайтед». 2 января 2013 года в матче против «Абердина» он дебютировал в шотландской Премьер-лиге. 1 января 2014 года в поединке против «Абердина» Джон забил свой первый гол за «Данди Юнайтед». В том же году он помог клубу выйти в финал Кубка Шотландии. В начале 2016 года Суттар перешёл в «Харт оф Мидлотиан». 10 февраля в матче против «Росс Каунти» он дебютировал за новую команду. В 2018 году в поединке против «Партик Тисл» Джон забил свой первый гол за «Харт оф Мидлотиан».

## Международная карьера
7 сентября 2018 года в товарищеском матче против сборной Бельгии Суттар дебютировал за сборной Шотландии.